# Кубок Шотландії з футболу 1902—1903
Кубок Шотландії з футболу 1902–1903 — 30-й розіграш кубкового футбольного турніру у Шотландії. Титул вчетверте здобув Рейнджерс.

## Перший раунд
| Команда 1                     | Рахунок | Команда 2                |
| ----------------------------- | ------- | ------------------------ |
| 2 січня 1903                  |         |                          |
| Стенхаузмур (-)               | 2:1     | Інвернесс Каледоніан (-) |
| 10 січня 1903                 |         |                          |
| Ейр (2)                       | 2:0     | Кеймелен (-)             |
| Клайд (2)                     | 1:2     | Гарт оф Мідлотіан (1)    |
| Гіберніан (1)                 | 7:0     | Грінок Мортон (1)        |
| Рейнджерс (1)                 | 7:0     | Ахтерардер Тісл (-)      |
| 17 січня 1903                 |         |                          |
| Арброт (-)                    | 1:3     | Кілмарнок (1)            |
| Літ Атлетік (2)               | 4:1     | Броксберн Юнайтед (-)    |
| Сент-Бернардс (2)             | 1:2     | Порт-Глазго Атлетік (1)  |
| 24 січня 1903                 |         |                          |
| Аберкорн (2)                  | 2:2     | Дуглас Вондерерс (-)     |
| Селтік (1)                    | 0:0     | Сент-Міррен (1)          |
| Данді (1)                     | +:-     | Бархолм Роверс (-)       |
| Гамільтон Академікал (2)      | 5:0     | Ейрдріоніанс (2)         |
| Нітсдейл Вондерерс (-)        | 1:0     | Оріон (-)                |
| Квінз Парк (1)                | 1:2     | Мотервелл (2)            |
| Сент-Джонстон (-)             | 1:10    | Терд Ланарк (1)          |
| Вейл оф Левен (-)             | 0:4     | Партік Тісл (2)          |
| 31 січня 1903 (перегравання)  |         |                          |
| Дуглас Вондерерс (-)          | 3:1     | Аберкорн (2)             |
| Сент-Міррен (1)               | 1:1     | Селтік (1)               |
| 7 лютого 1903 (перегравання)  |         |                          |
| Селтік (1)                    | 1:0*    | Сент-Міррен (1)          |
| 14 лютого 1903 (перегравання) |         |                          |
| Селтік (1)                    | 4:0     | Сент-Міррен (1)          |

* - результат скасовано, було призначено повторний матч.

## Другий раунд
| Команда 1                     | Рахунок | Команда 2                |
| ----------------------------- | ------- | ------------------------ |
| 21 січня 1903                 |         |                          |
| Селтік (1)                    | 2:0     | Порт-Глазго Атлетік (1)  |
| 24 січня 1903                 |         |                          |
| Ейр (2)                       | 2:4     | Гарт оф Мідлотіан (1)    |
| Гіберніан (1)                 | 4:1     | Літ Атлетік (2)          |
| Рейнджерс (1)                 | 4:0     | Кілмарнок (1)            |
| 31 січня 1903                 |         |                          |
| Данді (1)                     | 7:0     | Нітсдейл Вондерерс (-)   |
| Гамільтон Академікал (2)      | 2:2     | Терд Ланарк (1)          |
| Мотервелл (2)                 | 0:2     | Партік Тісл (2)          |
| 7 лютого 1903                 |         |                          |
| Стенхаузмур (-)               | 0:1*    | Дуглас Вондерерс (-)     |
| 7 лютого 1903 (перегравання)  |         |                          |
| Терд Ланарк (1)               | 2:0*    | Гамільтон Академікал (2) |
| 14 лютого 1903 (перегравання) |         |                          |
| Терд Ланарк (1)               | 3:1     | Гамільтон Академікал (2) |
| Стенхаузмур (-)               | 6:1     | Дуглас Вондерерс (-)     |

* - результат скасовано, було призначено повторний матч.

## Чвертьфінали
| Команда 1                     | Рахунок | Команда 2       |
| ----------------------------- | ------- | --------------- |
| 7 лютого 1903                 |         |                 |
| Данді (1)                     | 0:0     | Гіберніан (1)   |
| 14 лютого 1903 (перегравання) |         |                 |
| Гіберніан (1)                 | 0:0     | Данді (1)       |
| 21 лютого 1903                |         |                 |
| Гарт оф Мідлотіан (1)         | 2:1     | Терд Ланарк (1) |
| Стенхаузмур (-)               | 3:0     | Партік Тісл (2) |
| 21 лютого 1903 (перегравання) |         |                 |
| Данді (1)                     | 1:0     | Гіберніан (1)   |
| 28 лютого 1903                |         |                 |
| Селтік (1)                    | 0:3     | Рейнджерс (1)   |

## Півфінали
| Команда 1                     | Рахунок | Команда 2             |
| ----------------------------- | ------- | --------------------- |
| 28 лютого 1903                |         |                       |
| Данді (1)                     | 0:0     | Гарт оф Мідлотіан (1) |
| 7 березня 1903                |         |                       |
| Стенхаузмур (-)               | 1:4     | Рейнджерс (1)         |
| 7 березня 1903 (перегравання) |         |                       |
| Гарт оф Мідлотіан (1)         | 1:0     | Данді (1)             |

## Фінал
| 11 квітня 1903 15:00 (CET) |

| Рейнджерс (1) | 1:1      | Гарт оф Мідлотіан (1) |
| ------------- | -------- | --------------------- |
| Старк 46'     | Протокол | Волкер 82'            |

| Селтік Парк, Глазго Глядачів: 28 000 |

### Матч-перегравання
| 18 квітня 1903 15:00 (CET) |

| Рейнджерс (1) | 0:0      | Гарт оф Мідлотіан (1) |
| ------------- | -------- | --------------------- |
|               | Протокол |                       |

| Селтік Парк, Глазго Глядачів: 16 000 |

| 25 квітня 1903 15:00 (CET) |

| Рейнджерс (1)    | 2:0      | Гарт оф Мідлотіан (1) |
| ---------------- | -------- | --------------------- |
| Мекі Р.Гамільтон | Протокол |                       |

| Селтік Парк, Глазго Глядачів: 32 000 |